# Song Bum-keun
Song Bum-keun (en coreano: 송범근; Seongnam, Gyeonggi, 15 de octubre de 1997) es un futbolista surcoreano que juega en la demarcación de portero para el Jeonbuk Hyundai Motors F. C. de la K League 1.

## Selección nacional
Tras jugar en la selección de fútbol sub-20 de Corea del Sur y la sub-23, finalmente hizo su debut con la selección absoluta el 24 de julio de 2022 en un encuentro del campeonato de Fútbol de Asia Oriental de 2022 contra Hong Kong que finalizó con un resultado de 3-0 a favor del combinado surcoreano tras un gol de Hong Chul y un doblete de Kang Seong-jin. Además disputó los Juegos Asiáticos de 2018 y los Juegos Olímpicos de Tokio 2020.

### Participaciones en Copas del Mundo
| Mundial                        | Sede  | Resultado        | Partidos | Goles |
| ------------------------------ | ----- | ---------------- | -------- | ----- |
| Copa Mundial de Fútbol de 2022 | Catar | Octavos de final | 0        | 0     |

## Clubes
| Club                         | País          | Año       | Partidos | Goles |
| ---------------------------- | ------------- | --------- | -------- | ----- |
| Jeonbuk Hyundai Motors F. C. | Corea del Sur | 2018-2022 | 201      | 0     |
| Shonan Bellmare              | Japón         | 2023-2024 | 49       | 0     |
| Jeonbuk Hyundai Motors F. C. | Corea del Sur | 2025-     |          |       |

## Palmarés

### Títulos nacionales
| Título                | Club                   | País          | Año  |
| --------------------- | ---------------------- | ------------- | ---- |
| K League 1            | Jeonbuk Hyundai Motors | Corea del Sur | 2018 |
| K League 1            | Jeonbuk Hyundai Motors | Corea del Sur | 2019 |
| K League 1            | Jeonbuk Hyundai Motors | Corea del Sur | 2020 |
| Copa de Corea del Sur | Jeonbuk Hyundai Motors | Corea del Sur | 2020 |
| K League 1            | Jeonbuk Hyundai Motors | Corea del Sur | 2021 |
| Copa de Corea del Sur | Jeonbuk Hyundai Motors | Corea del Sur | 2022 |

### Títulos internacionales
| Título                      | Equipo (*)           | Sede      | Año  |
| --------------------------- | -------------------- | --------- | ---- |
| Juegos Asiáticos            | Corea del Sur        | Indonesia | 2018 |
| Campeonato Sub-23 de la AFC | Corea del Sur sub-23 | Tailandia | 2020 |

### Distinciones individuales
- Guante de oro del Campeonato Sub-23 de la AFC: 2020